# João Freire Correia
João Freire Correia foi um produtor, técnico e realizador de cinema português, um dos pioneiros em Portugal de três géneros de filme:  actualidades, documentário e ficção. Exerceu actividades durante a primeira e segunda década do século XX. Começou como fotógrafo, era um dos mais reputados do seu tempo. Na área do cinema foi também argumentista, director de produção e de fotografia.
Em 1904 abriu a primeira sala de cinema em Portugal, o "Salão Ideal", ao Loreto, na cidade de Lisboa. Juntamente com Manuel Cardoso, formou em 1909 a Portugália Film.

## Biografia
João Correia tinha um estúdio de fotografia no nº 37 da Rua da Palma, em Lisboa, onde fotografava muitas das ilustres personalidades da época, do meio social e artístico. A sua Fotografia ficava perto do Teatro do Príncipe Real, cujo empresário, Luís Ruas, era seu amigo. No teatro, a peça Oh! Da Guarda, uma história de polícias e ladrões, tinha bom público.
Ambicioso, atento ao progresso, Luís Ruas, que na peça desempenhava o papel de um célebre polícia chamado Savalidade, teve entretanto a ideia de produzir um pequeno filme que animasse a peça. O Rapto de uma Actriz seria o nome do sketch. João Correia, que tinha comprado em França uma máquina de filmar Pathé, foi convidado para fazer o filme. O resultado foi compensador. Do palco, a acção passava para o écran. Depois de rocambolescas peripécias, voltava do écran para o palco.
Como consequência da aventura, ciente do êxito comercial que poderia ter com a produção de filmes, João Correia fundou então a Portugália Film (1909), associando-se com Manuel Cardoso Pereira, seu parceiro nas lides fotográficas. A empresa seria rentável por alguns curtos anos.

## Portugália Film
Adquiriram equipamento em França, na Pathé e na Gaumont e visitaram a fábrica dos irmãos Lumière, em Lyon. João Correia montou um laboratório de filmes no seu estúdio de fotografia e improvisou um estúdio de cinema numa velha oficina de carroças da Rua do Benformoso, construindo um tecto de vidro, como o de Méliès, em França.
No entanto, os seus primeiros filmes foram documentários: A Batalha de Flores, em que figura o rei D. Carlos e a família real, A Viagem da Família Real às Colónias, Bombeiros Portugueses , Artilharia Portugesa, com Paiva Couceiro a disparar baterias em Queluz. Entre outros filmes, fez a reportagem do Terramoto de Benavente, que foi êxito não só em Portugal.
Por essa altura estavam na berra filmes cómicos de curta duração com actores franceses e italianos. João Correia tomou a iniciativa de convidar um homem de excelente formação artística na área das gravura e ourivesaria, que se deixara tentar pelo teatro, a realizar filmes desse género, as «cómicas».
O projecto falhou e ele optou por um género diferente, a exemplo da boa experiência do O Rapto de uma Actriz.
Aproveitando o sucesso obtido pela literatura de cordel com os relatos romanescos sobre a vida de bandidos célebres, decidiu adaptar a cinema a vida de um deles (1836 – 1839) e produzir Os Crimes de Diogo Alves (1911), projecto que sofreu alguns percalços e que só depois de ele construir um novo estúdio, um «atelier de pose», no Bom Sucesso, conseguiu concluir, em segunda versão realizada por João Tavares, que, entre outras ocupações, se tinha desenrascado como assistente de realização de comédias de Barbosa Júnior. Da parte técnica o próprio João Correia se encarregou, fazendo o trabalho de filmagem e de laboratório.
A obra teria grande sucesso comercial. O filme estreou no ‘’Paraíso de Lisboa’’, recinto de diversões de diversos tipos, onde proliferavam as barracas de tiro ao alvo e as tômbolas e onde havia um rinque de patinagem.
Seduzido pelas tentativas empreendidas pelas firmas francesas que tinham explorado o fonógrafo em o sincronizar com a imagem, João Correia deslocou-se a França, com o intuito de trazer o processo para  Portugal. Os resultados técnicos obtidos eram instáveis e apenas permitiam uma muito curta duração de sincronismo. Implicavam além disso a necessidade de utilização de material bastante pesado. Não obstante isso, João Correia decidiu alugar tudo o que era preciso e contratar técnicos franceses para fazer um filme sonoro.  «Todo este arsenal técnico para que Júlia Mendes, uma actriz de revista e a cantadeira de fados muito conhecida e apreciada, cantasse a Grisettte, cançoneta picante, por ela popularizada numa das revistas em que era vedeta muito querida do público» (M. Félix Ribeiro).
Foi também no Paraíso de Lisboa que se realizaram as tentativas de sincronismo, no sistema «Cronophone», da Gaummont. Seria também uma tentativa falhada. João Correia não desistiu e envolveu-se num projecto não menos ambicioso: a adaptação a cinema do romance ‘’Carlota Ângela’’ de Camilo Castelo Branco. As despesas que entretanto teve com a mudança do laboratório e do estúdio para outro local, na chamada ‘’Vila Correia’’, e o elevado orçamento do projecto não lhe permitiram continuar. A ‘’Portugália Film’’ encerrou em 1912 e João Correia voltou ao seu antigo oficio de fotógrafo, montando em 1915 um estabelecimento chamado Fotografia Londres, no Loreto. (Fonte: Filmes Figuras e Factos da História do Cinema Portugues de M. Félix Ribeiro, ed. Cinemateca Portuguesa, 1983).